# Round 13
Round 13 ist das dreizehnte Studioalbum der schweizerischen Hard-Rock-Band Krokus.

## Hintergrund
Nachdem der eigentlich erfolgreiche Comebackversuch um das Album To Rock or Not to Be scheiterte, standen bei Krokus einmal mehr gravierende Besetzungswechsel an: Nach einer mehrjährigen Pause sammelten die einzigen Konstanten des letzten Jahrzehnts im Line-Up der Band, Fernando von Arb und Many Maurer – ähnlich wie zu Zeiten von Stampede – gänzlich neue Musiker um sich. So ersetzte der walisische Frontmann Carl Sentance den langjährigen Sänger Marc Storace, an der Rhythmusgitarre übernahm der Schweizer Chris Lauper für Mark Kohler und am Schlagzeug saß anstelle von Freddy Steady der Engländer Cliff Rodgers. Doch bereits im Studio sollte sich die Besetzung erneut ändern. Für Cliff Rodgers wurde Peter Haas, der bereits das Album Stampede einspielte, am Schlagzeug reaktiviert. Dieses Quintett spielte schließlich im Watermillstudio in Wil das Album Round 13 ein. Doch die Art der Line-Up-Zusammensetzung sollte nicht die einzige Parallele zu Stampede bleiben: Ebenso wie das 1990 erschienene Album, erhielt der Nachfolger von To Rock or Not to Be nicht die gewünschte Beachtung. In den schweizerischen Albumcharts schnitt das Album mit Platz 35 sogar noch schwächer als das Referenzwerk von 1990 ab. Daran konnten auch das J.J.-Light-Cover „Heya“ sowie die eigentlich Krokus-typischen Songs „Break Free“ oder „Whitchhunt“ nichts ändern. Anschließend absolvierte die Band einige Auftritte, u. a. auf dem Bang-Your-Head-Festival und auf dem Wacken Open Air sowie ein Konzert als Vorband von AC/DC in Basel, die trotz der ausgebliebenen Erfolge des Albums mit viel positiver Resonanz honoriert wurden. Dennoch vollzogen sich schon während der Auftritte zur Promotion von Round 13, die bis ins Jahre 2001 andauern sollten, weitere Besetzungswechsel: Zunächst wurde das langjährige Bandmitglied Many Maurer am Bass durch Tony Castell, der bereits auf Stampede die Rhythmusgitarre bediente, ersetzt. Darüber hinaus wurde Chris Lauper vom schweizerischen Rhythmusgitarristen David Stettler abgelöst und Peter Haas gab den Schlagzeugposten an den ebenfalls aus der Schweiz stammenden Marcel Kopp ab. Doch damit sollte das Personalkarussel noch lange nicht zum Stehen kommen: Nach Abschluss der Tour näherten sich zunächst Fernando von Arb und Marc Storace wieder an, weshalb Carl Sentance seiner Posten am Mikro wieder räumen musste. Außerdem wurden die gerade erst eingegliederten David Stettler und Marcel Kopp durch zwei andere Schweizer, Dominique Favez an der Rhythmusgitarre sowie Patrick Aeby am Schlagzeug, ausgetauscht. Dieses Line-Up sollte dann den wesentlich erfolgreicheren Nachfolger Rock the Block einspielen.

## Titelliste
1. Heya (4:15) (Bob Markley/Jim Stallings)
2. Money Back (4:30) (Fernando von Arb/Many Maurer)
3. Break Free (3:51) (von Arb)
4. Guitar Rules (2:58) (von Arb)
5. Blood Comes Easy (4:49) (von Arb)
6. Suck My Guitar (3:54) (von Arb)
7. Gipsy Love (4:43) (von Arb)
8. Whitchhunt (3:58) (von Arb)
9. Backstabber (4:14) (von Arb)
10. Wild Times (3:16) (von Arb)

### Coverversion
„Heya“ ist eine J.J.-Light-Coverversion. Das Lied wurde ursprünglich 1969 auf dem gleichnamigen Album Heya! veröffentlicht.

## Besetzung
Gesang: Carl Sentance
Leadgitarre: Fernando von Arb
Rhythmusgitarre: Chris Lauper
Bass: Many Maurer
Schlagzeug: Peter Haas

### Gastmusiker
Backgroundgesang: Andy Portmann, Chris Egger, Claudio Matteo